# Heteropoda strandi
Heteropoda strandi là một loài nhện trong họ Sparassidae.
Loài này thuộc chi Heteropoda. Heteropoda strandi được Peter Jäger miêu tả năm 2002.